# Oligonychus krantzi
Oligonychus krantzi är en spindeldjursart som beskrevs av Zaher, Gomaa och El-Enany 1982. Oligonychus krantzi ingår i släktet Oligonychus och familjen Tetranychidae. Inga underarter finns listade i Catalogue of Life.